# Eike

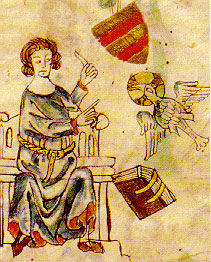
Eike von Repgow aus dem Oldenburger Sachsenspiegel

Eike (Eikeⓘ, auch: Aike, Eicke, Eycke, Eyke, Ayke; männlich auch Eik und Eiko (mit alternativen Schreibweisen); weiblich auch Eika (mit alternativen Schreibweisen)) ist ein Vorname, der sowohl männlich als auch (seltener) weiblich genutzt wird und überwiegend im Norden Deutschlands zu finden ist.
Nach einer Entscheidung des OLG Karlsruhe im Jahre 1989 ist der Name Eike geschlechtsneutral und durfte bis zu einer bedeutenden und richtungsweisenden Entscheidung des Bundesverfassungsgerichts im Jahre 2008 in Deutschland nur noch in Verbindung mit einem anderen, das Geschlecht des Kindes eindeutig kennzeichnenden Namen vergeben werden.

## Herkunft und Bedeutung
Es handelt sich um die Kose- oder Kurzform von Namen, die mit „Ecke-“ wie bei Eckehard oder „Eg-“, „Edel-“ und „Adel-“ beginnen und leitet sich vom althochdeutschen ekka (für [Speer-] „Spitze“, „Klinge“ oder [Schwert-] „Schneide“) und dem ahd. harti, herti (für „hart“, „bewährt“, „kräftig“ oder „stark“) ab.
Daneben kann Eike auch eine durch den festlandnordfriesischen Einfluss und denjenigen des Niederländisch-Westfriesischen entstandene Koseform von Vornamen sein, die mit dem germanischen *agjō- („Schwert“) gebildet sind. Überdies ist Eike eine Kurzform von Eilhard.
Es besteht keine Namensverwandtschaft mit Heike und Heiko sowie dem arabischen A'ischa und dem türkischen Ayşe.

## Namensträger
- Eike Batista (* 1956), deutsch-brasilianischer Unternehmer und Multimilliardär
- Eike Becker (* 1962), deutscher Architekt und Designer
- Eike Besuden (* 1948), deutscher Fernsehmoderator, Dokumentarfilmregisseur, Drehbuchautor und Produzent
- Eicke Bettinga (* 1978), deutscher Drehbuchautor und Filmregisseur
- Eike Sebastian Debus (* 1962), deutscher Chirurg und Hochschullehrer
- Eike Domroes (1952–2018), deutscher Schauspieler
- Eike Duckwitz (* 1980), deutscher Hockeyspieler
- Eike Emrich (1957–2023), deutscher Sportsoziologe und -ökonom
- Eike Gallwitz (1940–2010), deutscher Autor und Schauspieler
- Eike Geisel (1945–1997), deutscher Journalist und Essayist
- Eike Gramss (1942–2015), deutscher Theaterregisseur und -intendant
- Eike Gringmuth-Dallmer (* 1942), deutscher Mittelalterarchäologe
- Eike Haberland (1924–1992), deutscher Ethnologe
- Eike Hallitzky (* 1959), deutscher Politiker (Bündnis 90/Die Grünen)
- Eike Hennig (* 1943), deutscher Politikwissenschaftler und Soziologe
- Eike Hensch (1935–2024), deutscher Architekt
- Eike von Hippel (1935–2016), deutscher Rechtswissenschaftler und Autor
- Eike Christian Hirsch (1937–2022), deutscher Journalist und Schriftsteller
- Eike Hosenfeld (* 1974), deutscher Komponist
- Eike Hovermann (* 1946), deutscher Politiker (SPD)
- Eike Immel (* 1960), deutscher Fußballtorwart
- Eike Jessen (1933–2015), deutscher Professor für Informatik
- Eike Jost (* 1940), deutscher Pädagoge, emeritierter Professor für Sportpädagogik
- Eike Kiltz (* 1975), deutscher Mathematiker auf dem Gebiet der Kryptologie
- Eike Kopf (* 1940), deutscher Philosoph
- Eicke Latz (* 1970), deutscher Immunologe
- Eike Lehmann (1940–2019), deutscher Schiffsbauingenieur und Dozent
- Eike von der Linden (* 1941), deutscher Bergbauingenieur, Berater und Buchautor
- Eike Moriz (* 1972), deutsch-südafrikanischer Sänger, Komponist und Schauspieler
- Eike Mühlenfeld (1938–2018), deutscher Physiker und Professor für Mess- und Automatisierungstechnik
- Eike Nagel (* 1967), deutscher Kardiologe
- Eike Onnen (* 1982), deutscher Hochspringer
- Eike Pies (* 1942), deutscher Theaterwissenschaftler, Historiker, Journalist, Schriftsteller …
- Eike von Repgow (1180/90–1233), mittelalterlicher Rechtsgelehrter
- Eike Reschke (1934–2020), deutscher Sportrechtler und Hochschullehrer
- Eike Reuter (1938–2005), deutscher Kirchenmusiker
- Eike Roswag-Klinge (* 1969), deutscher Architekt und Hochschullehrer
- Eike von Savigny (* 1941), deutscher Philosoph
- Eike W. Schamp (1941–2019), deutscher Geograph
- Eike Schmidt (* 1939), deutscher Rechtswissenschaftler
- Eike Schmidt (* 1968), deutscher Kunsthistoriker
- Eike Schönfeld (* 1949), deutscher Übersetzer
- Eike Wilm Schulte (* 1939), deutscher Opernsänger in der Stimmlage Bariton
- Eike Schweikhardt (* 1972), deutscher Schauspieler und Kameramann
- Eike Ullmann (* 1941), deutscher Rechtswissenschaftler
- Eicke Weber (* 1949), deutscher Physiker und Hochschullehrer
- Eike Wenzel (* 1966), deutscher Trendforscher und Publizist
- Eike Wolgast (* 1936), deutscher Historiker

### Familienname
- Åsmund Brede Eike (* 1970), norwegischer Schauspieler